# Sadaotakagia sishanensis
Sadaotakagia sishanensis är en insektsart som först beskrevs av Tang 1984.  Sadaotakagia sishanensis ingår i släktet Sadaotakagia och familjen pansarsköldlöss. Inga underarter finns listade i Catalogue of Life.